# Doktorshatt

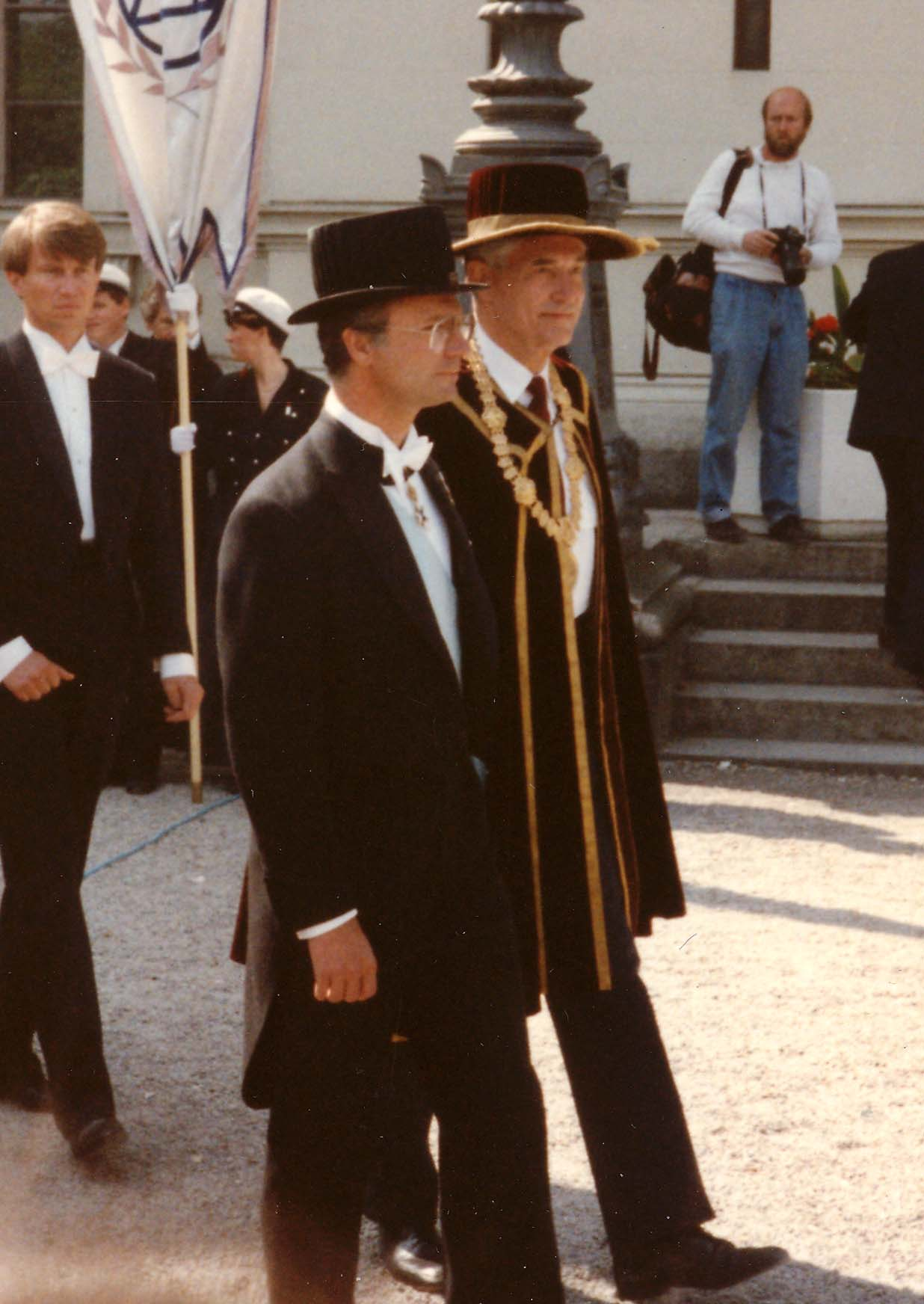
Konung Carl XVI Gustaf iförd doktorshatt i sin egenskap av hedersdoktor vid Lunds universitet.

Doktorshatt, Lunds universitet, ovanpå hattask.

En doktorshatt är en huvudbonad som under universitetens ceremoniella promotionsakt utdelas till nydisputerad doktor. Doktorshatten är en hög hatt, med veckat siden runt om. En särskild promotor sätter doktorshatten på den nye doktors huvud med orden "Accipe pileum!" (mottag hatten).
De olika fakulteternas hattar ser olika ut. Teologerna har framtill en svart rosett, jurister och medicinare olika silverspännen med fakultetens symboler. I Sverige är doktorshatten alltid svart. Doktorshatt används traditionellt endast inom de fyra så kallade högre fakulteterna, det vill säga de teologiska, juridiska, farmaceutiska och medicinska. Vissa universitet (till exempel Lunds Universitet, Uppsala universitet och Linköpings universitet) har kvar traditionen promovendi att filosofie doktorer erhåller en lagerkrans, men att de i efterhand kan köpa en filosofie doktorshatt, vid Umeå universitet används doktorshatt enbart vid den medicinska fakulteten. Många svenska universitet (till exempel Kungliga Tekniska högskolan) har emellertid aldrig implementerat denna tradition. I Finland används hatten inom alla fakulteter och de olika fakulteternas hattar har olika färger: teologie doktorer har violett, medicine och odontologie doktorer mörkgrön, juris doktorer mörkröd, konstnärliga doktorer mörkblå, doktorer i musik himmelsblå, doktorer i krigsvetenskap grå och övriga doktorer har svart hatt. Bruket av doktorshattar har traditioner tillbaka till medeltiden.
En historia om en doktorshatt blev aktuell 1986 då Refaat El-Sayed som då var chef för Fermenta hade ljugit om att han avlagt doktorsexamen och ägde rätt att bära doktorshatt.